# 모리 데루모토
모리 데루모토(일본어: 毛利 輝元 もうり てるもと[*], 덴분 22년 음력 1월 22일(1553년 2월 4일) ~ 간에이 2년 음력 4월 27일(1625년 6월 2일))는 아즈치 모모야마 시대부터 에도 시대 전기에 걸쳐 활약한 다이묘이다. 도요토미 정권 하에서는 오대로 중 한축을 담당하였으며 세키가하라 전투에서는 서군의 총대장으로 옹립되었다. 조슈번의 번조(藩祖)이기도 하다.

## 생애

### 가독상속
덴분 22년 (1553년) 음력 1월 22일 모리 모토나리(毛利元就)의 적장자 모리 다카모토의 장남으로 아키의 요시다 고리야마 산성에서 태어났다. 유아명은 고쓰루마루이다. 에이로쿠 6년 (1563년) 아버지 다카모토가 급사했기 때문에 11세에 가독을 승계하였다. 그러나 어렸기 때문에 조부 모토나리가 실권을 장악했다. 에이로쿠 8년 (1565년) 쇼군 아시카가 요시테루(足利義輝)로부터 글자 한자를 받아 데루모토로 개명하였다. 같은 해 갓산 도다 성 전투에서 처음 전투를 치른다.
겐나 2년 (1571년) 조부 모토나리가 죽자 모리 료센 체제를 중심으로 중신의 보좌를 받아 친정을 개시하였다. 덴쇼 2년 (1574년) 우마노카미에 임관되었다.

### 오다 가문과의 싸움
그 후, 데루모토는 주고쿠 지방의 패자에 올라 각지에 세력을 신장하였다. 조부 모토나리 때부터 적대세력이였던 아마고 가문과 오토모 가문과 전쟁을 벌였고 이들을 제압하여 규슈와 주고쿠 지방에 세력을 확대해 갔다.
하지만 덴쇼 4년 (1576년) 음력 2월 오다 노부나가(織田信長)에게 축출된 쇼군 아시카가 요시아키를 비호하였고 더욱이 이시야마 혼간지(石山本願寺)의 승려가 거병하자 혼간지 편에서 병량과 탄약을 원조하여 오다 가문과 대립하였다. 당시 오다 가문은 에치고의 강적 우에스기 겐신(上杉謙信)과 대립하고 있었기 때문에 모리 가문은 오다 가문보다 병력적으로 우위에 있었다. 그래서 그간에 벌어진 여러 전투에서 연전연승을 하였고 음력 7월 제1차 기즈키가와구치 전투에서 오다 수군을 격파 대승을 하게 되었다. 또, 덴쇼 6년 (1578년) 음력 7월에는 고즈키 성 전투에서 하시바 히데요시(羽柴秀吉)와 아마고 가문의 연합군과의 결전을 맞이 했지만 하시바 히데요시는 미키 성의 벳쇼 나가하루의 반란에 따라 미키 성으로 군대를 돌렸다. 고즈키 성에 홀로 남은 아마고 가문은 분전하지만 모리 가문에 패배하였다. 이로써 아마고 가문의 잔당을 뿌리뽑았으며 오다 가문에 대해서도 우위에 서게 되었다.
그러나 음력 3월 우에스기 겐신이 죽었고 더욱이 음력 11월에 일어난 제2차 기즈키가와구치 전투에서 철갑선을 전장에 투입한 오다 군에게 패배하였고 모리 수군은 섬멸되었다. 이후 전황은 모리 가문에 불리하게 되어갔다. 덴쇼 7년 (1579년)에는 모리 가문에 종속되어 있던 비젠의 우키다 나오이에가 모리 가문을 배반하고 오다 노부나가와 내통하였다.
덴쇼 8년 (1580년) 음력 1월에는 오다 군의 주고쿠 공략군 지휘관 하시바 히데요시가 이끄는 군대가 미키 성을 함락하였고 벳쇼 나가하루는 자결하였다. (미키 전투) 다음해인 덴쇼 9년 (1581년) 이나바 돗토리 성도 포위 공격에 따른 병량고갈로 항복하게 되었고 모리 가문의 장수 깃카와 쓰네이에는 자결하였다. 이에 대항하여 데루모토는 숙부들과 함께 출진하지만 설상가상으로 오다 노부나가와 내통하고 있던 분고의 오토모 소린이 서쪽으로 공격해 왔으며 산인에서도 난조 모토쓰구가 공격해오는 등 곤경에 처하게 되었다.
덴쇼 10년 (1582년) 음력 4월 하시바 히데요시는 모리 가문의 충신 시미즈 무네하루가 농성하는 빗추 다카마쓰 성을 공격한다. 공방전중 음력 6월 2일 교토 혼노지에서 오다 가문의 가신 아케치 미쓰히데(明智光秀)의 모반에 의해 오다 노부나가는 그곳에서 자결하였다. 하시바 히데요시는 노부나가의 죽음을 비밀에 붙이고, 모리 가문과 화친을 모색한다. 이로써 전황의 불리함을 느끼고 있던 데루모토와 화친하게 되었다. 결과 빗추 다카마쓰 성은 개성되었고, 화친의 조건으로 성주 시미즈 무네하루는 할복하였다.

### 도요토미 정권
오다 노부나가 사후, 중앙에서 하시바 히데요시와 시바타 가쓰이에(柴田勝家)가 패권을 놓고 다투기 시작하자, 양측으로부터 아군이 될 것을 요구받았지만, 최종적으로 중립을 유지했다. 덴쇼 11년 (1583년) 시즈가타케 전투를 앞두고 히데요시 쪽에 승전을 비는 선물을 보냈다. 단, 사료가 남아 있지 않을 뿐, 가쓰이에 쪽에도 승전을 비는 선물을 보냈을 가능성도 있다.
시즈가타케 전투 후, 패권이 히데요시에게 넘어가자, 자신의 숙부인 모리 히데카네와 사촌인 깃카와 히로이에를 인질로 보냈고, 신하의 예를 표했다. 그 후 히데요시의 명을 받아 덴쇼 13년 (1585년) 시코쿠 정벌, 덴쇼 14년 (1586년) 규슈 정벌에도 선봉으로 출진하였고, 무공을 세워 히데요시의 천하통일에 크게 기여하였다. 그 결과 히데요시로부터 주고쿠 6국 고쿠다카 120만 5천 석의 소령을 안도받았다.
덴쇼 17년 (1589년) 당시 교통의 요충지였던 오타강 삼각주에 히데요시의 주라쿠 다이를 본따 히로시마성을 축성한다. 덴쇼 19년 (1591년) 오랜기간 모리 가문의 거성이였던 요시다 고리야마 산성을 버리고, 아직도 공사중인 히로시마 성으로 거처를 옮긴다.
분로쿠 원년 (1592년)부터 시작된 임진왜란 때에는 자신의 주력부대를 파견했다. 이런 공적으로 게이초 2년 (1597년) 히데요시로부터 숙부 고바야카와 다카카게(小早川隆景)와 함께 고다이로에 임명되었다. 게이초 3년 (1598년) 음력 8월 히데요시가 임종을 맞이할 즈음 히데요시의 아들 도요토미 히데요리(豊臣秀頼)의 보좌를 부탁받았다.

### 세키가하라 전투
게이초 5년 (1600년) 도쿠가와 이에야스(德川家康)와 이시다 미쓰나리(石田三成)는 대립하였고, 드디어 무력충돌로 발전하게 되었다. 음력 6월 이에야스는 우에스기 가게카쓰(上杉景勝) 토벌을 명목으로 군사를 일으켜 아이즈 지방으로 출진하자, 다음달 7월 이시다 미쓰나리도 군사를 일으켜 이에야스와 맞섰다. 이때 미쓰나리는 친구 오타니 요시쓰구(大谷吉継)의 진언에 따라 자신이 총대장에 오르지 않고, 이에야스와 필적할만한 실력을 가진 모리 데루모토를 서군 총대장으로 옹립하려 하였다. 모리 가문의 외교 승려 안코쿠지 에케이(安国寺恵瓊)에게 설득된 모리 데루모토는 서군의 총대장 자리를 받아들였다.
데루모토는 음력 7월 17일 오사카성 니시노마루에 입성하였다. 하지만, 음력 9월 15일에 일어난 세키가하라 전투에 친히 군을 이끌고 출진하지는 않았고, 대신 친지인 모리 히데모토와 깃카와 히로이에를 보내는 선에서 끝냈다. 전후 서군은 패배하였고, 음력 9월 24일 다치바나 무네시게(立花宗茂)와 모리 히데모토의 주전론을 거부하고 도쿠가와 이에야스에게 전쟁을 할 뜻이 없음을 전했다. 그리고, 오사카 성에서 퇴거하였다.
이에야스가 이끄는 동군과 미쓰나리가 이끄는 서군간에 전투에서 서군의 패배를 예상한 깃카와 히로이에는 구로다 나가마사(黒田長政)를 통해 본령의 안도와, 가문의 존속을 교섭하고자 하였다. 이것은 세키가하라 전투에서 깃카와 가문의 군대가 모리 가문의 군대를 저지하는 결과가 되었고, 모리 가문의 군대는 싸워보지도 못하는 결과가 되었다. 그러나, 도쿠가와 이에야스는 전후, 그 약속을 파기하고 모리 데루모토의 영지를 몰수하고 그의 영지중 일부인 스오, 나가토 2개국 고쿠다카 29만 8천 석을 깃카와 가문에 주려고 하였다. 이에 놀란 깃카와 히로이에는 이에야스와 담판을 지어 모리 가문의 존속과 히로이에 자신에게 돌아갈 영지를 모리 가문에 주는 선에 끝냈다. 이로써 깃카와 히로이에는 모리 가문, 즉 종가를 배신했다는 오명을 쓰게 된다.

### 에도 시대
세키가하라 전투가 끝난 후 음력 10월, 모리 데루모토는 출가해 게안 소즈이라 불렀으며 가독은 적자인 모리 히데나리에게 형식상으로 나마 양도하였다. 하지만 가문의 실권은 데루모토에게 있었다. 게이초 8년 (1603년) 데루모토는 에도로 가 도쿠가와 이에야스에게 사죄하고, 다음해인 게이초 9년 (1604년) 나가토 국에 하기성을 축성하여 거성으로 삼았다.
게이초 19년 (1614년) 오사카 겨울 전투에서 은밀히 중신 나이토 모토모리를 오사카 성에 보내 도요토미 가문을 지원하는 한편, 이에야스의 동군에도 참전하였다. 하지만, 모리 가문은 이 전투에서 소극적인 움직임만 보였다. 이후, 도요토미 가문과 도쿠가와 가문은 화의를 맺었고, 군을 철수 시켰다. 하지만, 도쿠가와 가문은 도요토미 히데요리가 절에 기신한 종의 명문을 문제 삼아 다시금 군사를 일으켜 도요토미 가문의 오사카 성을 공격하였다. 이 오사카 여름 전투에서 모리 히데모토의 부대가 본대보다 선봉에서 도요토미 군을 상대했었다. 이를 계기로 도쿠가와 이에야스는 모리 가문을 상찬(賞贊)했다.
이 오사카 전투의 군역과 에도 성 건축에 참여, 에도에 번저를 짓는 등 세키가하라 전투 이후에 빚어진 가문의 분열을 막고자 애를 썼다.
겐나 9년 (1623년) 모리 히데나리에게 정식으로 가독을 양도하고 정계에서 은퇴하였다.
간에이 2년 (1625년) 음력 4월 27일 하기의 시혼마쓰 저택에서 임종을 맞이하였다. 향년 73세였다. 이때 가신 나가이 모토후사가 순사하였다.

## 인물
- 할아버지, 아버지, 형이 모두 술로 인해 일찍 죽은 모리 모토나리는 주량이 많은 젊은 데루모토도 그렇게 되지 않을까 우려하여 데루모토의 부인을 통해 쓴소리를 했다.
- 기량과 패기가 없고, 성격도 우유부단한 평범한 사람이었다고 하며 시대극 등에서도 대부분 평범한 인물로 그려지고 있다. 현재 "기밀을 곧잘 누설한다" 등 조부 모토나리의 불평이 적힌 문서가 남아 있고, 교육을 담당했던 작은 아버지 고바야카와 다카카게도 엄히 예의범절을 가르쳤다고 한다.
- 반면, 정유재란 때 일본으로 잡혀갔던 강항(姜沆)은 《간양록(看羊錄)》에서 “조심성이 많고 느긋하여 우리 나라 사람과 비슷하다.”고 평가하고, 조선에 쳐들어간 일본군이 전과 보고를 위해 베어 보낸 조선인의 코를 바치면서도 항상 "가엾은 일이다", "이걸 차마 어떻게 손을 댄단 말인가?" 하고 조선인들에 대한 동정을 보냈다는 우호적인 기사를 담고 있다.
- 덴쇼 17년 (1589년) 가신 스기 모토노부를 살해하고 그의 부인을 취했다는 일화가 남아 있다.
- 주고쿠 지방의 태수 지위를 유지할 수 있었던 것도 깃카와 모토하루와 고바야카와 다카카게의 두 작은 아버지가 있었던 덕택이다. 그러나 세키가하라 전투 때에는 두 사람 모두 죽고 없어 데루모토를 보좌할만한 인물이 없던 것이 불운이라 하겠다. 세키가하라 전투에서 서군의 총대장이 되었고, 시코쿠, 규슈에도 군사를 움직였으나, 본인은 전투에 직접 참여하지도 않았으며, 세키가하라에서 가신단은 분열되어 모리가문은 싸워보지도 못하고 영지가 대폭 삭감당하고 말았다.
- 나가토로 이봉된후, 조슈 번의 지배체제 강화를 명목으로 가신단을 정리 숙청하였다. 혈연 관계인 구마가이 모토나오 일족과 요시미 히로나가를 숙청하고, 아무런 혈연 관계가 없는 마스다 모토나가를 발탁하였다. 내정에 힘써 황무지 개간, 특산품을 장려하여 조슈번의 토대를 닦았다. 번의 정치는 대부분 모리 히데모토와 마스다 모토나가에게 위임하였다.
- 세키가하라 전투 후, 모리 히데모토의 조후번은 조슈 번의 지번(支藩)이 된 것에 반해 깃카와 히로이에의 이와쿠니번은 지번이 되지 않았다. 이 때문에 깃카와 가문이 세키가하라 전투 후 소홀하게 대접받았다는 견해가 있지만, 이 조치는 양자로 맞이했다 폐적시킨 모리 히데모토와의 관계 유지를 위한 것으로 보는 것이 일반적으로, 직접적인 관계는 그다지 없다. 데루모토 자신은 히데모토를 모리 료센 체제에서 다카카게를 대신하는 위치로 보았고, 깃카와 히로이에의 장남에게 자신의 딸을 시집보내는 등, 집안 단속에 힘썼다.
- 나가이 모토후사의 순사에 관계해서는, 모토후사가 잠시 동안 가신단에서 축출되었을 때, 모리 데루모토는 은밀히 자금을 지원하였고, 다시금 가신단에 복귀하였을 때, 이전과 같은 대우를 하였기 때문이라고 한다.
- 현재에도 우둔한 무장이라는 이미지가 강하지만, 사노 미치요시 사건[3]으로 볼 때, 세키가하라의 실책을 만회하기 위한 의중으로 보인다. 당시 가신에게 명하여 규슈의 여러 성의 지도를 작성하는 등 도쿠가와 가문에 대한 증오를 엿볼 수 있다.

### 숙청
데루모토는 숙청과 암살을 많이 한 인물이다.
- 구마가이 모토나오: 로마 가톨릭 신앙을 문제삼아 살해하였다.
- 아마노 모토노부: 역시 가톨릭 신앙을 문제삼아 살해하였다.
- 스기 모토노부: 그의 부인을 취하기 위해 살해하였다.
- 요시미 히로나가: 모반을 꾀한다는 이유로 토벌하였다.
- 나이토 모토요시: 사노 미치요시 사건에 연좌되어 자결하였다. 나이토 모토모리의 장남.
- 아와야 모토토요: 사노 미치요시 사건에 연좌되어 자결하였다. 나이토 모토모리의 차남.
- 우가이 모토타쓰: 고바야카와 다카카게의 가신이였지만, 숙부가 죽은 후, 살해하였다.

## 가계
- 아버지: 모리 다카모토
- 어머니: 오자키노 쓰보네 (나이토 오키모리의 딸로 오우치 요시타카의 양녀)
- 정실: 미나미노가타 (시시도 다카이에의 딸)
- 측실: 고다마 모토요시의 딸
  - 장남: 모리 히데나리
  - 장녀: 다케 히메 (깃카와 히로마사의 처)
  - 차남: 모리 나리타카
- 양자
  - 모리 히데모토
  - 고바야카와 히데아키, 준손의 정실
  - 깃카와 히로마사의 정실

## 참고 문헌
- 『天下分け目の行動学 関ヶ原合戦「武将」たちの言い分』（岳真也、PHP文庫）
- 『秀吉の接待 - 毛利輝元上洛日記を読み解く』（ニ木謙一、学習研究社）

## 같이 보기
- 후베야마 전투
- 아리오카성 전투
- 야마자키성

| 전임 모리 다카모토 | 제14대 아키 모리가 당주 1563년 ~ 1600년 | 후임 모리 히데나리 |

|  | 조슈번 번조 1600년 ~ 1623년 | 후임 모리 히데나리 |